# Peter Ehlers (Fußballspieler, 1933)

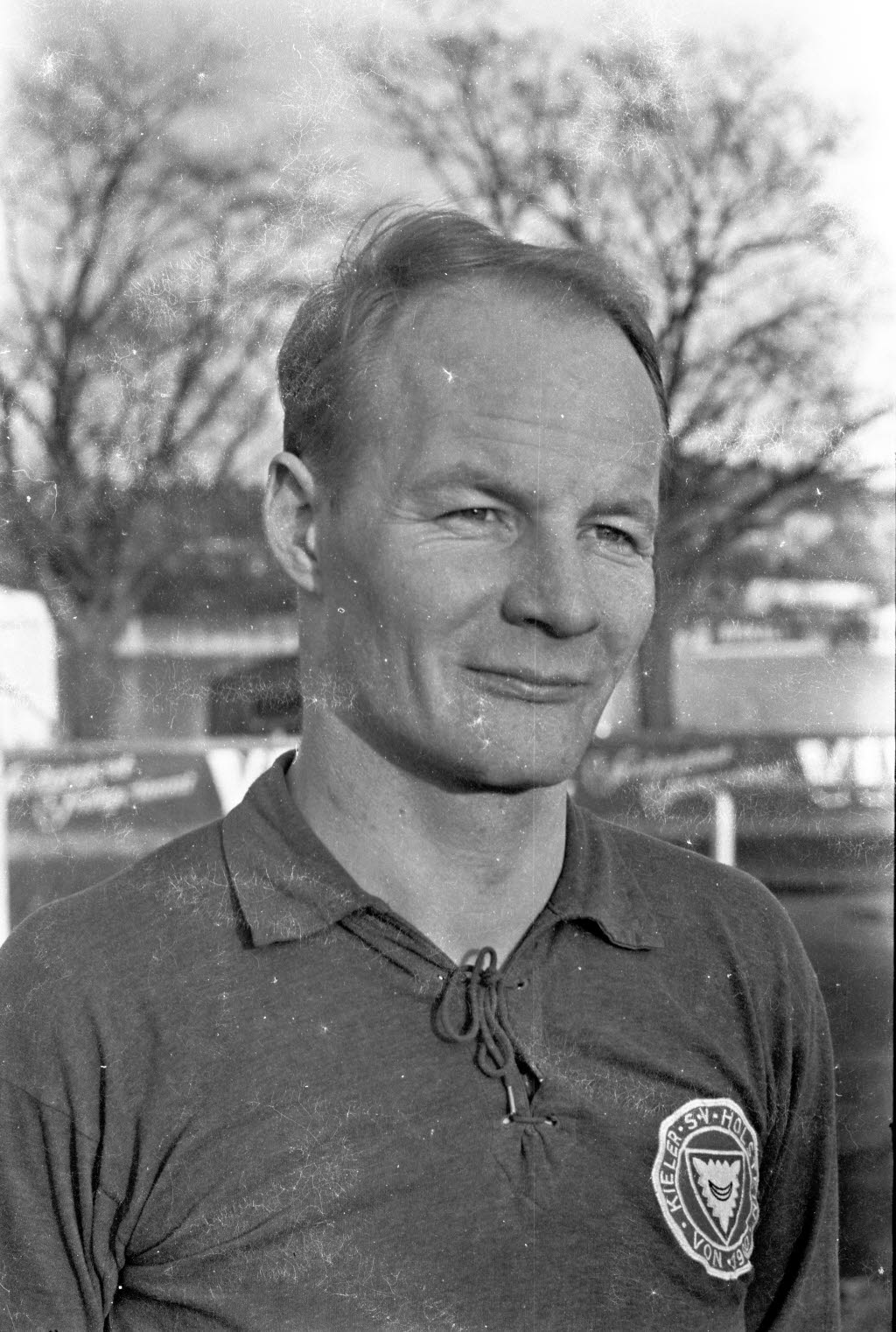
Hans-Peter Ehlers (1965)

Hans-Peter Ehlers (* 22. Januar 1933 in Kiel; † 5. Juni 2017) war ein deutscher Fußballspieler, -trainer und -funktionär. Von 1953 bis 1963 absolvierte der anfangs noch häufig als Stürmer, später zumeist im Mittelfeld als Außenläufer im damals praktizierten WM-System und am Ende seiner Spielerlaufbahn als Libero eingesetzte Ehlers, in der erstklassigen Fußball-Oberliga Nord 281 Ligaspiele mit 37 Toren für Holstein Kiel. Damit ist Peter Ehlers Rekordspieler von Kiel in der Oberliga Nord. Von 1990 bis 1999 war er 1. Vorsitzender des Schleswig-Holsteinischen Fußball-Verbandes (SHFV) und später bis zu seinem Tod SHFV-Ehrenpräsident.

## Laufbahn

### Als Spieler
Peter Ehlers war meistens Mittelfeldspieler (damalige Bezeichnung: Läufer), kam von Union-Teutonia Kiel über den VfB Kiel und spielte von 1953 bis 1966 für Holstein Kiel. Er ist bis heute Rekordspieler der KSV Holstein mit insgesamt 368 Liga-Einsätzen in Meisterschafts- und Aufstiegsspielen. Zunächst spielte er lange Jahre als Stürmer und kam auf insgesamt 48 erzielte Tore, später war er auch Libero und Verteidiger. Nach der Nordvizemeisterschaft 1953 kam Ehlers zur Saison 1953/54 zu Holstein Kiel. Unter Trainer Hans Tauchert debütierte er am 20. September 1953 bei einem 2:1-Heimerfolg gegen den Eimsbütteler TV in der Oberliga Nord. In der 35. Minute erzielte der auf Halblinks eingesetzte Neuzugang den 2:0-Zwischenstand für den KSV. In seiner Debütsaison kam er auf 23 Ligaeinsätze, in denen er zehn Tore an der Seite von Mitspielern wie Bernd Oles, Emil Maier, Henry Peper (Torhüter) und Karl Schradi erzielte. Ab seiner zweiten Holstein-Saison, 1954/55, lernte er die Arbeitsmethodik des Trainers Helmuth Johannsen kennen und schätzen und es kam auch Angreifer Diether Trede hinzu. In der Saison 1956/57 erreichte Kiel mit Ehlers (28 Spiele – vier Tore) und Mannschaftskollegen wie Peper, Hermann Clausen, Kurt Müller, Dieter Biendara, Helmut Schmuck, Günter Matthies, Alfred Bornemann, Horst Christiansen, Harald Hardtke, Trede, Hans-Detlef Moers und Horst Mund in der Oberliga Nord die Vizemeisterschaft, zwei Punkte hinter dem Nordserienmeister Hamburger SV. Vor der eigentlichen Endrunde um die deutsche Fußballmeisterschaft war noch durch die Vizemeister von Nord- und Süddeutschland ein Qualifikationsspiel auszutragen. Am 25. Mai 1957 setzte sich dabei Kickers Offenbach vor 35.000 Zuschauern im Düsseldorfer Rheinstadion mit 3:2 nach Verlängerung durch. Kiel war mit Ehlers nach zwei Toren von Bornemann in der Halbzeit mit 2:0 in Führung gelegen. In der 118. Minute entschied ein Treffer von Gerhard Kaufhold das Spiel für den Vizemeister aus der Oberliga Süd.
Am 29. Juni 1957 kam er in der Auswahl des Norddeutschen Fußball-Verbandes in Karlsruhe beim Repräsentativspiel gegen Süddeutschland (2:2) zum Einsatz. Vierzig Jahre später wurde Ehlers dessen Vizepräsident (1997 bis 2000), seitdem gehört er zu den Ehrenmitgliedern des NFV. Als in der Saison 1958/59 Bornemann 20 Tore in der Oberliga erzielte und der KSV trotzdem lediglich den 10. Rang erreichte (Ehlers: 29-5), führte das Team mit dem blau-weiß-roten Dress eine Osterreise 1959 in die DDR mit Spielen in Dresden und Leipzig durch. Im letzten Trainerjahr von Johannsen, 1960/61, errangen die „Störche“-Amateure den Titel des deutschen Amateurmeisters und Spieler wie Peter Wittmaack, Rudolf Balsam und Dieter Krafczyk sammelten aus diesem Erfolgsteam die ersten Oberligaerfahrungen neben Ehlers, der alle 30 Oberligaspiele beim Erreichen des 7. Ranges absolviert hatte. In den letzten zwei Runden der alten erstklassigen Oberliga Nord belegten Ehlers und Kollegen 1962 und 1963 unter dem Johannsen-Nachfolger Erich Wolf jeweils den 5. Rang. Aus der Oberliga Nord wurden für die neue Fußball-Bundesliga ab der Saison 1963/64 die Teams vom Hamburger SV, Werder Bremen und Eintracht Braunschweig aufgenommen. Anfang Juni 1963 führte Kiel eine Islandreise durch. Von 1953 bis 1963 hatte Ehlers 281 Ligaspiele mit 37 Toren in der damals erstklassigen Oberliga Nord absolviert.
Im ersten Jahr in der zweitklassigen Fußball-Regionalliga Nord, 1963/64, belegten die Mannen um Kapitän Ehlers (28-7) wiederum den 5. Rang. Im zweiten Jahr Regionalliga, 1964/65, wurde aber nach imponierenden 94:41 Toren und 52:12 Punkten überlegen mit zehn Punkten Vorsprung die Meisterschaft gefeiert. Kapitän Ehlers (33-2) war im Verbund mit Torhüter Franz Möck, den Verteidigern Rudi Balsam, Jürgen Harm und den Läufern Werner Bähnck und Günter Tams für die Defensive verantwortlich gewesen. Herausragend war aber in dieser Runde die Angriffsformation mit Josef Pistauer, Franz-Josef Hönig, Gerd Koll, Gerd Saborowski und Manfred Podlich aufgetreten. In die Bundesligaaufstiegsrunde startete Kiel am 29. Mai mit einem 1:1-Heimremis gegen den SSV Reutlingen. Braunschweig-Trainer Helmuth Johannsen hatte zu diesem Anlass die Betreuung der Kieler übernommen. Der zweite Gruppenspieltag führte den Nordmeister am 5. Juni zum überraschenden Westmeister Borussia Mönchengladbach. Im mit 35.000 Zuschauern randvoll besetzten Bökelbergstadion hielt Kiel bis zur 92. Minute ein verdientes 0:0-Remis. Ehlers und Kollegen – Jürgen Rohweder hatte zusätzlich das Mittelfeld verstärkt – hielten den hochgelobten „Fohlen“-Angriff mit Herbert Laumen, Jupp Heynckes, Bernd Rupp, Günter Netzer und Werner Waddey in konsequenter Manndeckung in Schach. Kapitän Ehlers unterlief in der 92. Minute ein Foulspiel an Heynckes, der Schiedsrichter verhängte einen Freistoß und Ehlers musste den Platz verlassen. Stopper Egon Milder verwandelte per Kopf den Freistoß zum 1:0-Erfolg der Gladbacher. Für Ehlers war damit die Aufstiegsrunde nach zwei Spielen beendet.
Nach dem 3. Rang in der Saison 1965/66, punktgleich mit Vizemeister Göttingen 05, beendete Ehlers nach 83 Regionalligaspielen mit 11 Toren im Sommer 1966 seine Spielerkarriere.

### Trainer und Funktionär

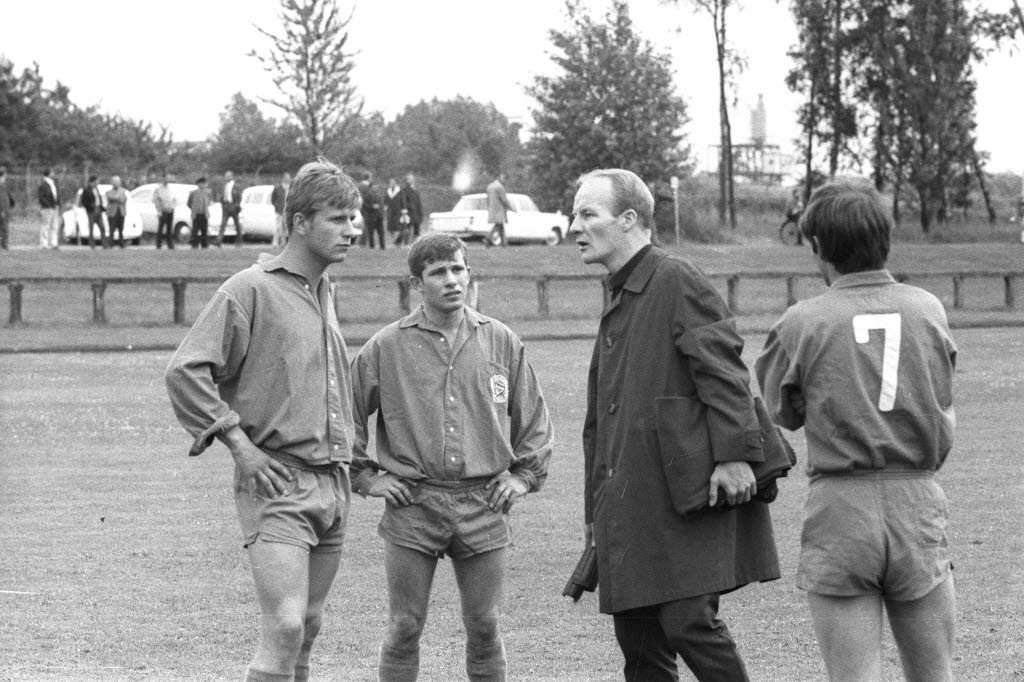
Testspiel auf dem Universitätssportplatz an der Olshausenstraße in Kiel. Im Bild der Trainer Hans-Peter Ehlers (3.v.l.), die Zwillingsbrüder Baumanns (2. und 4.v.l.) und Ulrich Schulz (1.v.l.).

Nach seiner aktiven Karriere wurde er Trainer bei der SV Friedrichsort und für vier Jahre (1968 bis 72) Trainer von Holstein Kiel in der zweitklassigen Regionalliga Nord. In der Saison 1969/70 verpasste er mit Kiel als Tabellendritter nur knapp den Einzug in die BL-Aufstiegsrunde. Es folgten noch zwei Jahre als Mitglied des KSV-Vorstandes, bis er dann zum Schleswig-Holsteinischen Fußball-Verband (SHFV) ging. Von 1990 bis 1999 war der Vater von zwei Söhnen und in Altenholz wohnhafte Ehlers dort 1. Vorsitzender und später bis zu seinem Tod SHFV-Ehrenpräsident.